# Sixmilebridge
Sixmilebridge (irsky Droichead Abhann Uí gCearnaigh, z angličtiny přeložitelné jako „Most na šesté míli“, z irštiny „Most přes řeku O'Kearney“) je irská obec na západě ostrova v hrabství Clare v bývalé provincii Munster. Obec má 1659 obyvatel (2006). V posledních letech zažívá velký rozmach, zejména díky usídlujícím se pracujícím z Limericku či Ennis.